# Luc Poirier (homme d'affaires)
Pour les articles homonymes, voir Luc Poirier.
Luc Poirier, est un entrepreneur, spéculateur et investisseur québécois, principalement actif dans le domaine de l'immobilier. Il est fondateur et président de la firme Poirier, créée au début des années 2000. Il détient des parts dans plus d'une vingtaine d'entreprises et a mené plusieurs projets immobiliers au Québec et à l'international. Certaines de ses transactions ont fait l'objet de couverture médiatique,,.

## Biographie
Luc Poirier est né à Montréal en 1975. Il est le fils de Denise Gohier et Paul Poirier, et a deux frères, Mario et Éric Poirier[réf. nécessaire]. Il passe son enfance dans un HLM avec sa mère.

### Carrière d'entrepreneur
À l'âge de 18 ans, Luc Poirier ouvre une boutique d'informatique, Services Info, qu'il dirige pendant sept ans.
En janvier 2007, il acquiert un terrain de 20,6 hectares sur l'île Charron auprès du Mouvement Desjardins pour 6 M$. Ce terrain est revendu au gouvernement du Québec en 2011 pour 15 M$ .
Luc Poirier est à l'origine de plusieurs projets immobiliers, dont des bâtiments à Saint-Lambert, Griffix  et Rubic . Il a également proposé en 2012 un projet de tunnel entre Montréal et la Rive-Sud, financé par des fonds privés .
En 2019, il acquiert un terrain de 12,3 millions de pieds carrés à La Prairie, qu'il souhaite développer dans le cadre du projet Acti-Cité ,. En 2022, il revend l'usine Owens Corning à Rosefellow pour 28,8 M$ .

### Transaction controversée
En 2023, Luc Poirier a été impliqué dans une transaction immobilière controversée ayant coûté 240 M$ à Northvolt, grâce à un prêt du gouvernement du Québec. En seulement huit ans, Poirier a multiplié la valeur de son terrain par douze, passant de 20 M$ en 2015 à 240 M$ en 2023. Cette transaction a suscité des critiques, Poirier ayant profité de relations gouvernementales et ignoré les préoccupations environnementales autour des zones humides du site Northvolt Six. Ce manque de transparence et de rigueur de la part de Northvolt et du gouvernement a été vivement critiqué.
En octobre 2024, Poirier a réitéré son intérêt pour le terrain de Northvolt Six, déclarant publiquement qu'il était prêt à payer plus de 240 millions de dollars pour le racheter si l’occasion se présentait. « Ce n’est pas un terrain ordinaire, sa valeur est inestimable, » a-t-il affirmé, vantant son potentiel sur le marché immobilier, et rejetant les préoccupations québécoises sur le coût exorbitant initial. Il a par ailleurs blâmé le gouvernement Legault, qu’il qualifie de « mauvais négociateurs, » et a critiqué leur gestion de fonds publics, déclarant : « C’est facile de dépenser des sous quand ce n’est pas ton argent ».

### Engagement politique
Le 20 septembre 2024, Luc Poirier envisage de se présenter à la mairie de Montréal sous la bannière d’Ensemble Montréal. Bien qu'il ne réside pas dans la ville, il profite de la récente modification de la loi électorale pour contourner cette exigence. Il présente sa candidature comme une réponse à ce qu'il considère comme une mauvaise gestion municipale.
Le 10 octobre 2024, Luc Poirier a abandonné toute ambition de devenir maire de Montréal pour rejoindre l'émission Dans l'œil du dragon. Après avoir critiqué la mairesse Valérie Plante et laissé planer des rumeurs sur son engagement politique, il a finalement choisi d'abandonner cette idée, disant vouloir se consacrer à ses enfants. Il laisse toutefois la porte ouverte à une future carrière politique.

### Position sur le retour des Nordiques
En octobre 2024, Luc Poirier a publiquement écarté les espoirs de voir les Nordiques revenir à Québec, marquant un revirement décisif dans sa position. Invité à Radio X, il a clairement exprimé son scepticisme quant aux chances de ramener une équipe de la LNH dans la capitale, déclarant ce rêve « quasi nul ». En plus de désavouer Pierre Karl Péladeau, un acteur-clé et potentiel allié dans ce projet, Poirier a laissé entendre que les difficultés de collaboration avec lui constituaient un obstacle majeur. Il a souligné que, bien que Péladeau possède les ressources financières, son tempérament difficile et sa réputation de gestion autoritaire découragent les partenaires d'investir. Ce manque de soutien, couplé aux restrictions des droits télévisuels et à l’impossibilité de contrôler l’exploitation du Centre Vidéotron, rend, selon lui, le projet économiquement non viable.

### Acquisition contestée dans l’aviation d’affaires
En octobre 2024, Luc Poirier avait manifesté son intérêt pour les actifs immobiliers de Chrono Aviation, alors en faillite avec 37 M$ de dettes. Malgré une offre initiale de 30 M$, puis une proposition révisée à 45 M$, incluant un prêt pour maintenir les opérations, la Cour supérieure a accordé la transaction à Starlink Aviation, propriété de Pierre Karl Péladeau. L’offre de Starlink, incluant les immeubles, équipements et avions, a été jugée plus complète. Cette décision met fin aux activités de Chrono Aviation, laissant les créanciers non garantis sans compensation.

### Controverse avec Louis Morissette
En février 2025, Luc Poirier s'est retrouvé au cœur d'une polémique après avoir tenu des propos diffamatoires à l'encontre de Louis Morissette lors d'une entrevue à QUB Radio avec Sophie Durocher. Se lançant dans une comparaison avec l’humoriste, Poirier a déclaré que Morissette ne pouvait « jamais inspirer un millième » de ce qu’il inspire aux Québécois, que ce soit par sa collection de voitures de luxe, son couple ou ses performances en Ironman.
Lors de cet échange, Poirier a aussi affirmé, sans preuve, que Morissette touchait 5000 $ en honoraires pour sa participation aux événements caritatifs de la Fondation Véro & Louis, une organisation venant en aide aux adultes autistes. Ces accusations ont été immédiatement et catégoriquement réfutées par Morissette, qui les a qualifiées de fausses et diffamatoires avant d’annoncer qu'il entamerait des démarches judiciaires.
Face à la menace d’un procès, Poirier a rapidement fait marche arrière. Dans une publication Facebook, Poirier a présenté des excuses publiques, affirmant qu’il s’était basé sur de « mauvaises informations » et qu’il regrettait ses propos.
En mars 2025, Luc Poirier est poursuivi en diffamation par Louis Morissette, Véronique Cloutier et la Fondation Véro et Louis pour un montant de 1 875 000 $ à la suite des propos tenus lors de l'entrevue à QUB Radio.

### Apparition dansDans l’œil du dragon
En avril 2025, Luc Poirier intègre l’émission Dans l’œil du dragon en tant qu’investisseur. Sa performance, vivement critiquée par Hugo Dumas dans La Presse, met en exergue une absence notable de charisme et de répartie à l’écran. Selon Dumas, la diction monotone de Poirier et son manque d’éloquence contrastent fortement avec ses succès dans le monde des affaires, illustrant ainsi le fossé entre son expertise entrepreneuriale et ses compétences médiatiques.

## Contributions philanthropiques
En juillet 2012, Luc Poirier a fait un don de 250 000 $ pour la bibliothèque écoénergétique de Varennes dans le cadre de la campagne Code Net Zéro, devenant un donateur majeur. Attaché à l’importance des bibliothèques, Poirier a salué l’aspect innovant du projet. Une salle pour enfants devrait porter le nom de Salle Investissement Luc Poirier, un hommage qui le réjouit en tant que père de trois enfants.
En juillet 2024, Luc Poirier a fait un don de 650 000 $ à la Fondation HEC Montréal, rejoignant le Cercle du Directeur. En reconnaissance, quatre salles de l'École porteront son nom. Diplômé du programme EMBA McGill-HEC Montréal en 2020, il a décrit cette formation comme enrichissante, malgré les défis liés à son TDAH. Ce don vise à soutenir l'excellence académique et à former la prochaine génération de leaders en gestion. Michel Patry, président de la Fondation, a salué cette contribution qui renforce le rôle de l'École dans le développement des talents de demain.

## Publications
2016: Voir Grand, coécrit avec Marc Fisher .
2019: Courage, vision, passion: Conseils de deux générations, coécrit avec Jacques Lépine

## Vie personnelle
Luc Poirier est père de trois enfants et est marié à Isabelle Gauvin depuis le 14 août 2010 .
Luc Poirier, a révélé qu'il dépense plus d’un million de dollars par mois. Dépensant des fortunes pour des voitures de luxe, dont une Ferrari Purosangue à 530 000$ offerte à sa conjointe pour son 45e anniversaire .